# Пугачов Павло Анатолійович
Павло́ Анато́лійович Пугачо́в (1992—2014) — солдат 2-го батальйону спеціального призначення НГУ «Донбас», учасник російсько-української війни.

## З життєпису
Народився 1992 року в місті Харків. Єдиний син у матері, яка ростила його сама. Ще у школі почав працювати, щоб допомагати мамі. Працював плавильником у цеху; входив до групи харківських ультрас.
Учасник протистоянь між українськими активістами і проросійськими бойовиками під час проросійських виступів у Харкові — бій на Римарській (14-15 березня 2014 року). Спочатку був в «Правому секторі», згодом пішов у батальйон «Донбас». На фронті — з 29 травня 2014 року. Солдат, розвідник-санітар 3-го відділення 3-го взводу 3-ї роти БСП НГУ «Донбас».
Зник безвісти під час боїв за Іловайськ та виходу українських підрозділів з оточення. Виходив з оточення зі сторони села Будівельник Старобешівського району у бік Маріуполя через Комсомольське.
1 вересня 2014 року матері Павла подзвонила місцева дівчина, яка допомогла Павлу, він був поряд, збирався виходити з оточення. Була інформація, що потрапив у полон біля села Новокатеринівка (Старобешівський район), та вивезений на територію РФ. Станом на вересень 2014 — зниклий безвісти, тіло не знайдене, збігів за ДНК немає.
Не похований.

## Нагороди
- Указом Президента України № 239/2018 від 23 серпня 2018 року, «за особисту мужність і самовіддані дії, виявлені у захисті державного суверенітету та територіальної цілісності України», нагороджений орденом «За мужність» III ступеня (посмертно)[1].
- Нагороджений «Іловайським Хрестом» (посмертно).
- Нагороджений орденом ВГО «Країна» «За мужність та відвагу» (посмертно).[2]
- Його портрет розміщений на меморіалі «Стіна пам'яті полеглих за Україну» у Києві: секція 4, ряд 3, місце 12